# بابان‌یاورعزیزی
 بابان‌یاورعزیزی، روستایی از توابع بخش کوزران شهرستان کرمانشاه در استان کرمانشاه ایران است. بابان یاور بزرگترین روستای بخش کوزران محصوب می شود و با قرار گرفتن در فاصله یک کیلومتری کوزران از ظرفیت بالایی برای گسترش و ابادانی برخوردار است. مذهب مردم روستا ترکیبی از پیروان مذاهب سنی، شیعه و اهل حق است اما جمعیت اصلی و اولیه آن مردمان سنی مذهب هستند که جمعیت غالب روستا را تشکیل می دهند.
- تپه بابان یاور ۱
- تپه بابان یاور ۲
- تپه بابان یاور ۳

## جمعیت
این روستا در دهستان سنجابی قرار دارد و براساس سرشماری مرکز آمار ایران در سال۱۳۹۰، جمعیت آن۹۰۰ نفر (۱۴۳خانوار) بوده‌است.